# شریف‌آباد (مشهد)
شریف‌آباد نام روستایی از توابع بخش احمدآباد شهرستان مشهد در استان خراسان رضوی است. این روستا در دهستان سرجام قرار دارد و برپایهٔ سرشماری مرکز آمار ایران در سال ۱۳۸۵، جمعیت آن ۹۴ نفر (۲۵ خانوار) بوده است.